# 陈平镇
陈平镇，是中华人民共和国广西壮族自治区南宁市宾阳县下辖的一个乡镇级行政单位。

## 行政区划
陈平镇下辖以下地区：
陈平社区、高田社区、和平村、义平村、平天村、新安村、五星村、文华村、上峰村和名山村。